# Sophia (Virgínia de l'Oest)
Sophia és una població dels Estats Units a l'estat de Virgínia de l'Oest. Segons el cens del 2008 tenia 1.238 habitants.

## Demografia
Segons el cens del 2000, Sophia tenia 1.301 habitants, 588 habitatges, i 386 famílies. La densitat de població era de 738,7 habitants per km².
Dels 588 habitatges en un 26,2% hi vivien nens de menys de 18 anys, en un 45,1% hi vivien parelles casades, en un 17,2% dones solteres, i en un 34,2% no eren unitats familiars. En el 31,3% dels habitatges hi vivien persones soles el 15,1% de les quals corresponia a persones de 65 anys o més que vivien soles. El nombre mitjà de persones vivint en cada habitatge era de 2,21 i el nombre mitjà de persones que vivien en cada família era de 2,75.
Per edats la població es repartia de la següent manera: un 21,5% tenia menys de 18 anys, un 7,8% entre 18 i 24, un 27,8% entre 25 i 44, un 26,6% de 45 a 60 i un 16,2% 65 anys o més.
L'edat mediana era de 41 anys. Per cada 100 dones de 18 o més anys hi havia 76,3 homes.
La renda mediana per habitatge era de 26.008$ i la renda mediana per família de 31.200$. Els homes tenien una renda mediana de 30.875$ mentre que les dones 17.273$. La renda per capita de la població era de 15.296$. Entorn del 22,1% de les famílies i el 23,6% de la població estaven per davall del llindar de pobresa.

## Poblacions més properes
El següent diagrama mostra les poblacions més properes.